# Flecha Valona 1990
La Flecha Valona 1990 se disputó el 11 de abril de 1990, y supuso la edición número 54 de la carrera. El ganador fue el italiano Moreno Argentin. El francés Jean-Claude Leclercq y el holandés Gert-Jan Theunisse fueron segundo y tercero respectivamente, aunque Theunisse fue descalificado por dar positivo en el control antidopaje.

## Clasificación final
| Pos. | Ciclista             | Equipo       | Tiempo   |
| ---- | -------------------- | ------------ | -------- |
| 1    | Moreno Argentin      | Ariostea     | 5h21'00" |
| 2    | Jean-Claude Leclercq | Helvetia     | a 3"     |
| 3    | Gert-Jan Theunisse   | Panasonic    |          |
| 4    | Miguel Induráin      | Banesto      | a 10"    |
| 5    | Steven Rooks         | Panasonic    | a 14"    |
| 6    | Stephen Roche        | Histor-Sigma | a 18"    |
| 7    | Ron Kiefel           | 7 Eleven     | a 22"    |
| 8    | Raúl Alcalá          | PDM-Concorde | a 29"    |
| 9    | Robert Millar        | Z            | a 37"    |
| 10   | Davide Cassani       | Ariostea     | a 45"    |